# Necrópolis de Varna
La Necrópolis de Varna (en búlgaro: Варненски некропол), también conocido como el cementerio de Varna, es un yacimiento arqueológico funerario que se encuentra en la parte occidental de la zona industrial de Varna, en Bulgaria. Datado a finales del Calcolítico (4600-4200 a. C.), según varios expertos esconde la cuna de la civilización europea, así como el primer oro trabajado del mundo.
En las cerca de trescientas tumbas analizadas se han hallado collares, brazaletes, cetros, amuletos e incluso, un supuesto falo de oro.

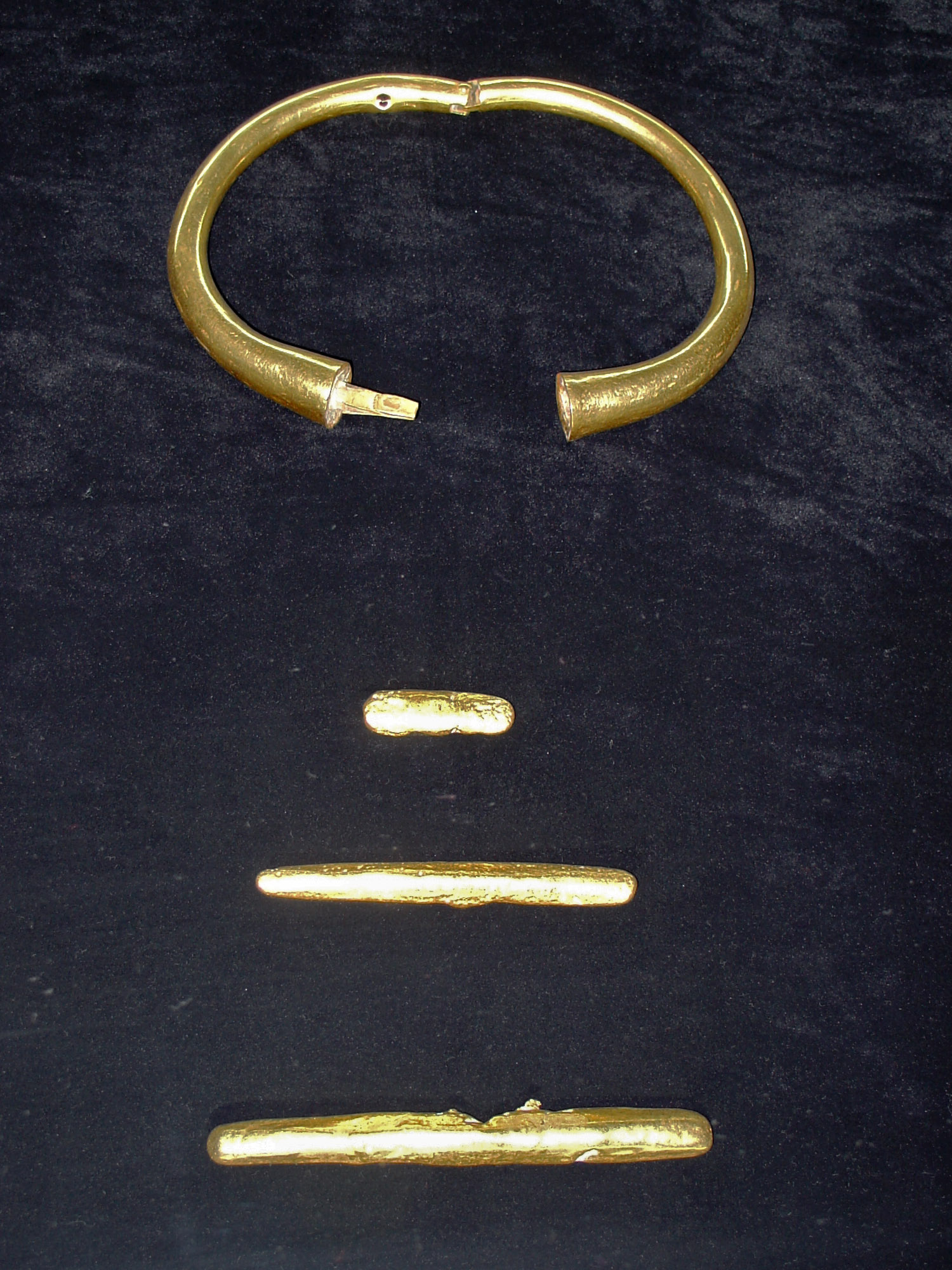
Oro de Varna.

## Descubrimiento y excavación

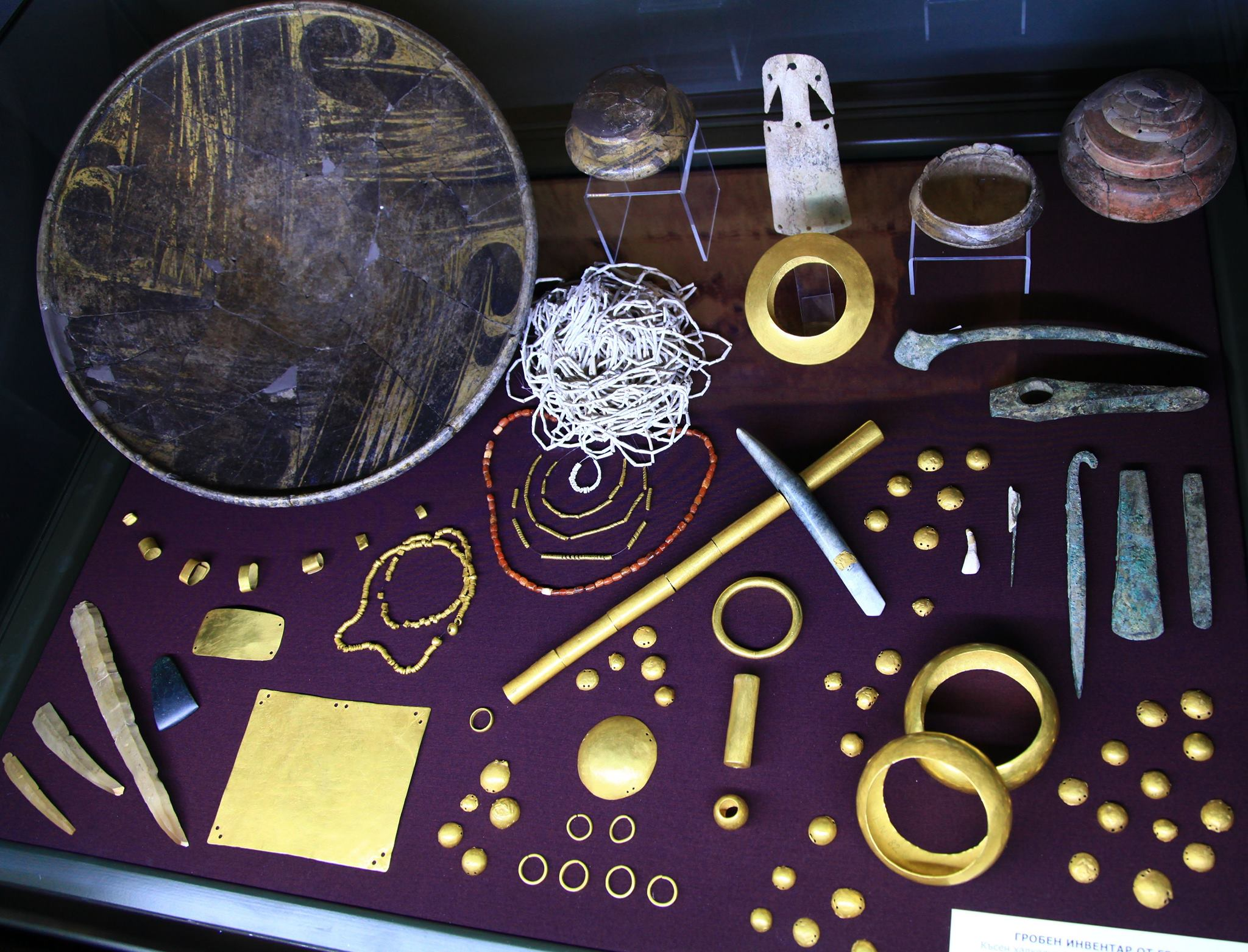
Necrópolis de Varna, ofrendas funerarias expuestas en el Museo de Varna.

El sitio fue descubierto frente al puerto de Varna en 1972.
Mijaií Lazarov (1972-1976) e Iván Ivanov (1972-1991) estuvieron a cargo de la excavación arqueológica del sitio. Se estima que aún queda por excavar un 30% de la zona de la necrópolis (2008).
Se han hallado 294 tumbas en la necrópolis, formalmente iguales, con la misma coloración, al teñirse sus tierras de ocre, pero los ajuares varían, reflejando la categoría social de cada difunto. Algunas contienen artículos sofisticados de metalurgia (oro y cobre), alfarería (alrededor de 600 piezas, incluyendo algunas pintadas con oro), objetos filosos de gran calidad hechos de pedernal y obsidiana, y cuentas.
Los sepulcros fueron datados como pertenecientes al 4600-4200 a. C. (según la datación por radiocarbono realizada en el año 2004) y pertenecen a la cultura de Varna calcolítica.

## Costumbres fúnebres

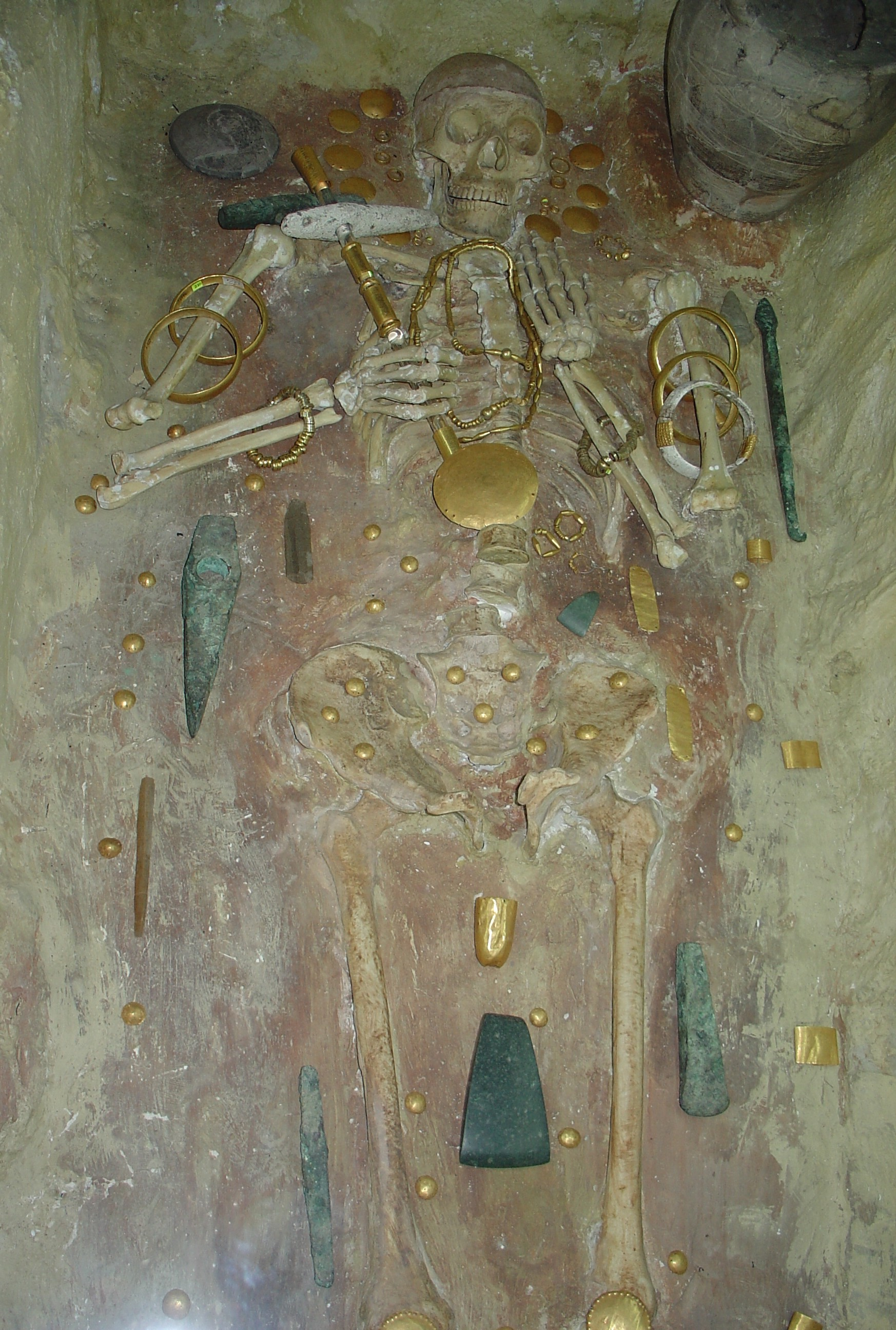
Maqueta de la sepultura 43.

Algunas tumbas no contienen esqueletos sino regalos fúnebres (cenotafios). Lo que es interesante es que los sepulcros simbólicos (vacíos) son los más ricos en artefactos de oro. Se hallaron 3000 de tales objetos, con un peso aproximado de 6 kilogramos. Tres sepulcros simbólicos contenían máscaras hechas de arcilla sin cocer.
Los hallazgos demostraron que la antigua sociedad de Varna mantenía relaciones comerciales con tierras lejanas (que posiblemente incluían la parte baja del Volga y las Cícladas), exportando quizás objetos de metal y también sal de la mina de sal de Provadiya. El mineral de cobre que utilizaban en sus artefactos tenía su origen en una mina en Sredna Gora, cerca de Stara Zagora, y puede que las conchas de spondylus que se encontraron en las tumbas hayan sido empleadas como una primitiva moneda de cambio.
Esta cultura poseía creencias religiosas sofisticadas respecto de la vida más allá de la muerte y creó diferencias jerárquicas, tal como demuestra la evidencia del sepulcro más antiguo que se conozca de un hombre perteneciente a la élite (según Marija Gimbutas, la transición hacia el dominio de los hombres ocurrió en Europa a finales del V milenio a. C.). La elevada jerarquía del hombre enterrado allí queda demostrada por la inmensa cantidad de oro, la azuela o mazo que sostenía, y la funda de oro para su pene. Las plaquetas de oro con forma de toro puede que también sirviese como veneración de la virilidad, la fuerza y las cualidades como guerrero. Gimbutas sostiene que los artefactos fueron realizados en gran parte por artesanos locales.

## Sepultura 43
Tal vez, una de las sepulturas más ricas sea la número 43. En este enterramiento se encontró un varón de entre 40 y 50 años y una estatura próxima a 1,75 metros. En esta tumba se encontraron 990 objetos de oro con un peso total de 1,5 kg, entre ellos los cilindros de un cetro de oro, conchas de spondylus, brazaletes, etc.
Este sepulcro contenía más oro del que había sido descubierto en el resto del mundo en esa época.

## Impacto histórico
Según Gimbutas:

La falta de continuidad de las culturas de Varna, Karanovo, Vinča y Lengyel dentro de sus territorios principales y las migraciones a gran escala hacia el norte y el noroeste son evidencias indirectas de una catástrofe de proporciones que no pueden explicarse en términos de cambios climáticos, cansancio de la tierra o epidemias (de lo cual no existe evidencia durante la segunda mitad del V milenio a. C.). Se hallaron evidencias directas de la incursión de guerreros a caballo, no solo por los sepulcros individuales de hombres debajo de túmulos, sino por el surgimiento de todo un complejo de rasgos culturales kurgán.
Marija Gimbutas

Según John Chapman (académico de la Universidad de Durham):

En una época, no hace mucho, se aceptaba el hecho que nómadas de las estepas provenientes de la zona del norte del Ponto [el mar Negro] invadieron los Balcanes, poniendo fin a la sociedad de la Edad del Cobre que produjo el apogeo de la metalurgia autónoma del cobre y, en su cénit, el cementerio de Varna con sus maravillosos primeros trabajos en oro. En la actualidad la opinión es la contraria, con el complejo de Varna y sus comunidades asociadas responsables por la estimulación de la llegada de prácticas funerarias dominadas por la confección de objetos lujosos, después de la expansión de la agricultura.
John Chapman

Algunos investigadores, como Todorova, analizando Varna y otras necrópolis búlgaras como Devnja y Durankulak, distingue la existencia de jefes, sacerdotes, guerreros y gentes plebeyas. Por su parte, Demoule y Lichardus proponen una clasificación parecida, distinguiendo en Varna los siguientes grupos:
- Unas pocas tumbas se caracterizan por contener un elevado número de objetos preciosos, en general de función simbólica, como cetros, cintas de oro y astrágalos. Estas tumbas debieron pertenecer a jefes y revisten la forma de cenotafios o auténticas inhumaciones, en este caso siempre masculinas y en decúbito dorsal (o sea, boca arriba). A este mismo grupo de tumbas deben asociarse cenotafios, como el número 3, que se sabe de mujeres, con el hallazgo de máscaras de barro que se decoran profusamente con pendientes y diademas de oro. La riqueza de sus ajuares siempre se muestra en un plano inferior al de los enterramientos masculinos. (Los cenotafios son tumbas simbólicas en las que no está el difunto, pero sí su ajuar).
- Otras tumbas se han querido relacionar con un artesanado de alta especialización. Además de unos pocos adornos de oro, figuran en sus ajuares útiles de cobre como hachas, martillos, cinceles y punzones. La presencia en algún caso de toberas de barro no deja duda de que los inhumados eran fundidores, lo que ratifica la idea de que los metalurgistas constituían en las sociedades primitivas una cierta élite social.
- La mayoría de las tumbas, con inhumaciones replegadas o con enterramientos secundarios, corresponden a un tercer estrato en el rango social, de individuos que aún son capaces de contar con algún adorno de oro, de concha, de cobre, etc.
- Por último, se sitúan las sepulturas, muy numerosas, que contienen un vaso cerámico o ni siquiera esto.

La necrópolis de Varna, pues, refleja la clásica estructura piramidal de una sociedad compleja. Es difícil aclarar por qué mecanismos se produjeron la concentración de poder y la riqueza que reflejan las tumbas principescas. Parece lógico pensar que para que tal cosa ocurriera, se multiplicaría la producción agrícola y ganadera, pero no tenemos evidencias de todo esto. El poder debió descansar sobre el control de los mecanismos de producción.
Para Ivanov, la necrópolis de Varna corresponde a ocho hábitats próximos, muy mal conocidos. En cambio, Renfrew sospecha que pudo estar reservada para la élite de un territorio mucho más extenso, ello obligaría a imaginar un orden mucho mayor, próximo al de los primeros Estados de Mesopotamia y Egipto, que parece prematuro durante el cuarto milenio a. C. en el sureste de Europa.

## Exhibiciones

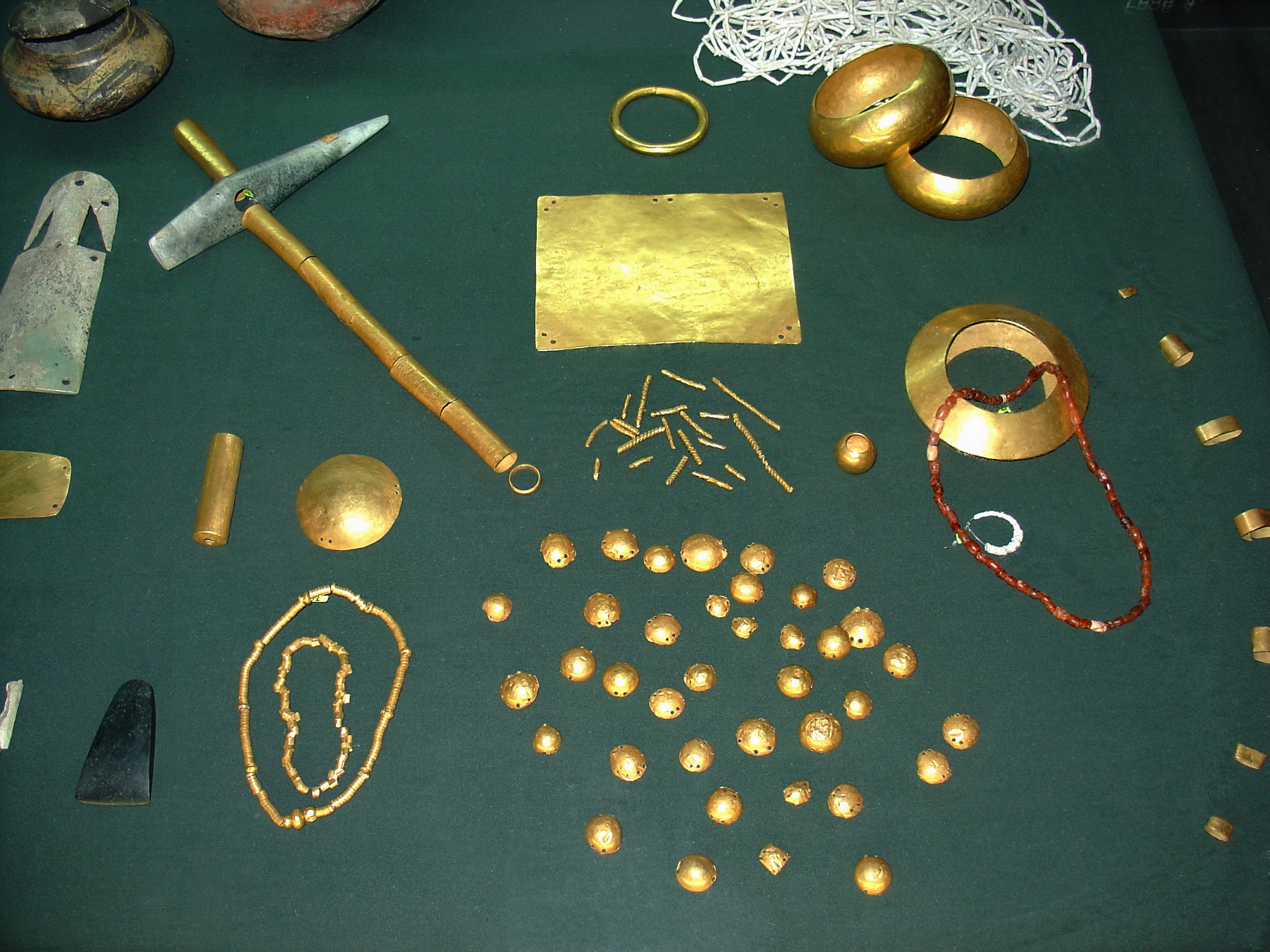
Objetos de oro hallados en la necrópolis.

Los artefactos pueden ser vistos en el Museo Arqueológico de Varna y en el Museo Nacional Histórico de Sofía. En 2006, algunos objetos de oro se incluyeron en una importante exhibición nacional de antiguos tesoros de oro, tanto en Sofía como en Varna.
El oro de Varna comenzó a recorrer el mundo en 1973; se lo incluyó en la exhibición nacional "El oro del jinete tracio", que se presentó en muchos de los principales museos y galerías mundiales durante los años 1970. En 1982 se exhibió durante siete meses en Japón como "El oro más antiguo del mundo: la primera civilización europea", el cual recibió enorme publicidad, incluyendo dos documentales para televisión. En los años ochenta y noventa también fue exhibido en Canadá, Alemania, Francia, Italia e Israel, entre otros países, y apareció en la portada de la National Geographic Magazine.